# Стьюартвилл (город, Миннесота)
Стьюартвилл (англ. Stewartville) — город в округе Олмстед, штат Миннесота, США. На площади 5,5 км² (5,4 км² — суша, 0,1 км² — вода), согласно переписи 2002 года, проживают 5411 человек. Плотность населения составляет 996 чел./км².
- Телефонный код города — 507
- Почтовый индекс — 55976
- FIPS-код города — 27-62806[1]
- GNIS-идентификатор — 0652636[2]